# Hoplapoderus
Hoplapoderus es un género de gorgojos de la familia Attelabidae. Esta es la lista de especies que lo componen:
- Hoplapoderus aculeatus
- Hoplapoderus borneoensis
- Hoplapoderus caliginosus
- Hoplapoderus chevrolati
- Hoplapoderus echinatoides[2]
- Hoplapoderus echinatus
- Hoplapoderus gemmatus
- Hoplapoderus gemmosus
- Hoplapoderus hystrix
- Hoplapoderus jekeli[2]
- Hoplapoderus nepalensis
- Hoplapoderus orientalis
- Hoplapoderus pardaloides
- Hoplapoderus penangincola
- Hoplapoderus vanvolxemi